# Edward Marjoribanks, 2. baron Tweedmouth
Edward Marjoribanks, 2. baron Tweedmouth (Edward Marjoribanks, 2nd Baron Tweedmouth, 2nd Baronet Marjoribanks of Guisachan) (8. července 1849, Londýn, Anglie – 15. září 1909, Dublin, Irsko) byl britský státník. Pocházel ze skotské podnikatelské rodiny, v politice patřil k Liberální straně, byl dlouholetým členem Dolní sněmovny, po otci pak zdědil titul barona a přešel do Sněmovny lordů. Na přelomu 19. a 20. století zastával několik funkcí v britské vládě, v letech 1905-1908 byl ministrem námořnictva. Přiženil se do rodiny vévodů z Marlborough, jeho synovcem byl Winston Churchill, jemuž pomohl při vstupu do politiky.

## Kariéra
Pocházel ze skotské rodiny, která v 17. století zbohatla na obchodu s rybami, později se Marjoribanksové uplatnili také v obchodu s vínem, bankovnictví a pivovarnictví. Edward se narodil jako nejstarší ze sedmi dětí Dudleye Marjoribankse, 1. barona Tweedmoutha, matka Isabel Hogg pocházela z rodiny významného právníka Sira Jamese Hogga. Studoval v Oxfordu, odkud byl vyloučen kvůli chování, začal se ale uplatňovat jako právník. V letech 1880-1894 byl členem Dolní sněmovny za liberály. Nevynikl jako řečník, ale z pozice bohatého skotského podnikatele měl značný vliv v zákulisních jednáních, jeho rodina navíc udržovala přátelské vztahy s premiérem Gladstonem, který byl několikrát hostem na jejích statcích ve Skotsku. Edward Marjoribanks měl velmi dobrou pověst jako zaměstnavatel, v parlamentu se zabýval sociální problematikou a podpoře dělníků. Později prosazoval spojení liberálů se stranou labouristů, v nichž viděl potenciál do budoucna. První veřejnou funkci zastával jako místopředseda státní komise pro úpravu podmínek rybolovu (1883-1885).
Členem vlády se poprvé stal v roce 1886 jako finanční inspektor královského dvora, zároveň byl jmenován členem Tajné rady. V další Gladstonově vládě byl parlamentním tajemníkem na ministerstvu financí (1892-1894), v kabinetu hraběte z Rosebery zastával funkce lorda kancléře vévodství lancasterského a lorda strážce tajné pečeti (1894-1895). Mezitím po otci zdědil titul barona a stal se členem Sněmovny lordů (1894). V letech 1895-1905 byl v opozici, v této době se ale politice aktivně nevěnoval, žil na svých statcích ve Skotsku a cestoval po Evropě. Po vítězství liberálů ve volbách se vrátil do vlády jako první lord admirality (1905-1908). V lednu 1908 byl obviněn z ohrožení britských námořních zájmů svou korespondencí s německým císařem Vilémem II. I když našel zastání u ministra financí H. H. Asquitha s argumentem, že korespondence měla čistě soukromý charakter. Po rezignaci premiéra Campbell-Banermanna se v dubnu 1908 novým předsedou vlády stal Asquith a provedl personální změny ve vládě. Baron Tweedmouth byl přeložen do méně významné funkce lorda prezidenta Tajné rady, podle oficiálního prohlášení z důvodu, že ministr námořnictva by měl být poslancem Dolní sněmovny, svou roli zde sehrál ale také Tweedmouthův zdravotní stav a nedávná aféra s Německem. Krátce poté se nervově zhroutil a v říjnu 1908 na funkci rezignoval. V souvislosti s odchodem z vlády obdržel Bodlákový řád (1908). Zemřel krátce poté v Dublinu při pobytu u své sestry Isabel, jejíž manžel markýz Aberdeen byl tehdy irským místokrálem.

## Rodinné a majetkové poměry
V roce 1873 se oženil s Fanny Spencer-Churchillovou (1853-1904), dcerou 7. vévody z Marlborough. Díky tomuto spojení se stal strýcem Winstona Churchilla, jemuž počátkem 20. století pomáhal při vstupu do politiky. Z jejich manželství pocházel jediný syn Dudley Churchill Marjoribanks, 3. baron Tweedmouth (1874-1935), jímž rod vymřel. Dudley měl za manželku Muriel Brodrick (1881-1966), dceru konzervativního státníka 1. hraběte Midletona.
Z Edwardových sester se Mary (1850-1909) provdala za konzervativního politika a ministra vnitra 1. vikomta Ridleye, další sestra Isabel (1857-1939) byla manželkou 1. markýze z Aberdeenu, který byl generálním guvernérem v Kanadě a místokrálem v Irsku.
Majetkem Marjoribanksů bylo panství Guisachan v severním Skotsku s proslulým loveckým revírem (od tohoto názvu byl odvozen titul baroneta udělený rodu v roce 1866). Pozemky v Guisachanu prodal baron Tweedmouth krátce před smrtí. Od roku 1876 byl sídlem rodu zámek Hutton Castle poblíž Edinburghu.